# Psylliodes aemulans
Psylliodes aemulans es una especie de insecto coleóptero de la familia Chrysomelidae.
Fue descrita científicamente en 1953 por Har. Lindberg.